# Nuxe
Nuxe – francuska marka kosmetyków z siedzibą w Paryżu.
Marka Nuxe powstała w 1957 roku, a jej nazwa pochodzi od francuskich słów "Nature" i "Luxe". Zajmuje się kosmetologią naturalną. Kosmetyki tej firmy znaleźć można głównie w aptekach. Nuxe nie testuje swoich kosmetyków na zwierzętach.